# Советская улица (Пермь)
Сове́тская у́лица — одна из старейших улиц Перми. Проходит от улицы Николая Островского (Верхотурской) до улицы Хохрякова (Дальней) параллельно берегу Камы по территории Ленинского и Дзержинского районов.
Улица разделена на три части улицами Попова (Долматовская) и Крисанова (Камышловская). Часть Советской улицы от улицы Крисанова до улицы Хохрякова называется проездом Якуба Коласа. Параллельные соседние улицы — Монастырская и Петропавловская.

## История возникновения
В 1750 году недалеко от Петропавловского собора появилась улица длиной в один квартал, которая первоначально называлась Нижняя. В 1787 году она была названа Базарной, в 1792 — Торговской, а в период правления К. Ф. Модераха переименована в Торговую. Тогда она проходила лишь до Осинского проулка. В советское время было установлено название Советская улица.
В 1842 году улицу затронул сильный городской пожар, выгорело 4 квартала.
К началу XX века на улице уже было 160 магазинов, 5 ресторанов, 4 гостиницы, 2 хлебопекарни, 2 кондитерских фабрики, пивзавод.

## Мотовозоремонтный завод
В самом начале улицы размещается Пермский мотовозоремонтный завод, прежде называвшийся паровозоремонтным и носивший имя А. А. Шпагина. В 1884 году здесь, по адресу: Торговая, 1, размещалось управление уездного воинского начальника. Тогда начальником был П. П. Дягилев (1891—1892), отец известного мецената, театрального деятеля, представившего русский балет за рубежом, Сергея Дягилева. Здесь же, в 1866 году было убежище для детей из бедных семей, а с 1876 года, в связи со строительством Горнозаводской железнодорожной линии, разместились и мастерские по ремонту паровозов (600 рабочих).
А. А. Шпагин начал работать здесь строгальщиком в 1906 году, продолжил ранее начатую в других городах России революционную деятельность, был депутатом Государственной Думы, вынужден был в 1911 году эмигрировать в Париж, откуда вернулся в 1917 году. В 1920 году назначен комиссаром в мастерских. Репрессирован вместе с женой в 1937 году. В 1956 году был реабилитирован, и заводу вернули его имя, которое было присвоено в 1920-х годах.

## Другие достопримечательности
В самом начале улицы находятся три заметных дома (№ 6, 8, 10), выстроенные в едином стиле, однако возведенные в разное время: первые два здания были построены в 1830—1839 годах, а третье пристроено в 1899 году последним владельцем А. П. Кропачевым. Дома известны под общим названием «Дома Кропачева». В советское время в них размещались поликлиника, детский сад, отделение железнодорожного техникума и другие учреждения. C 1992 году здесь находился Пермкомбанк, затем контора «Межрегионгаз», которая позже переехала в новое здание Газролма на Петропавловской улице. Сейчас в доме № 6 размещается Камское речное пароходство и судоремонтная компания.

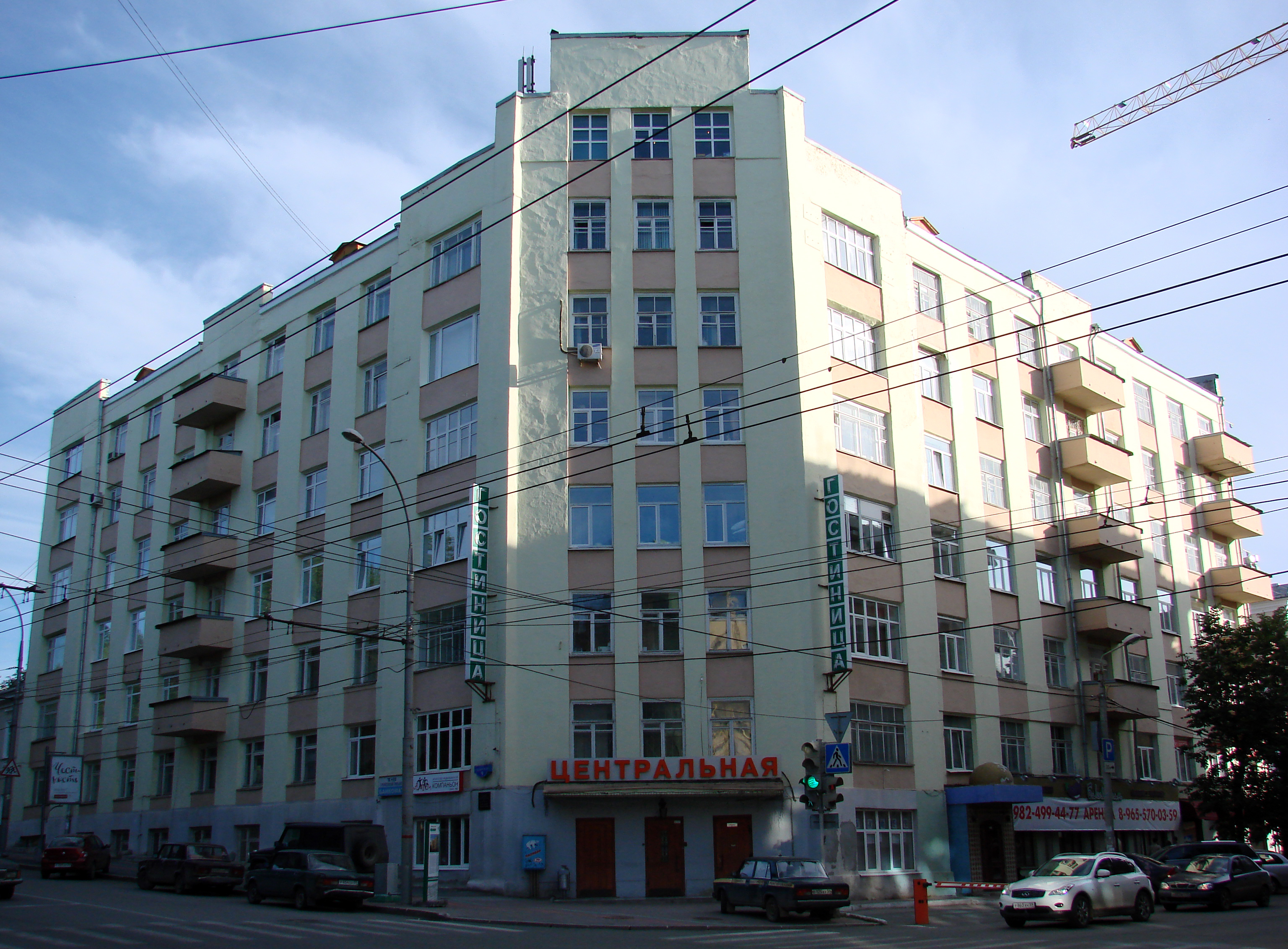
Гостиница «Центральная»

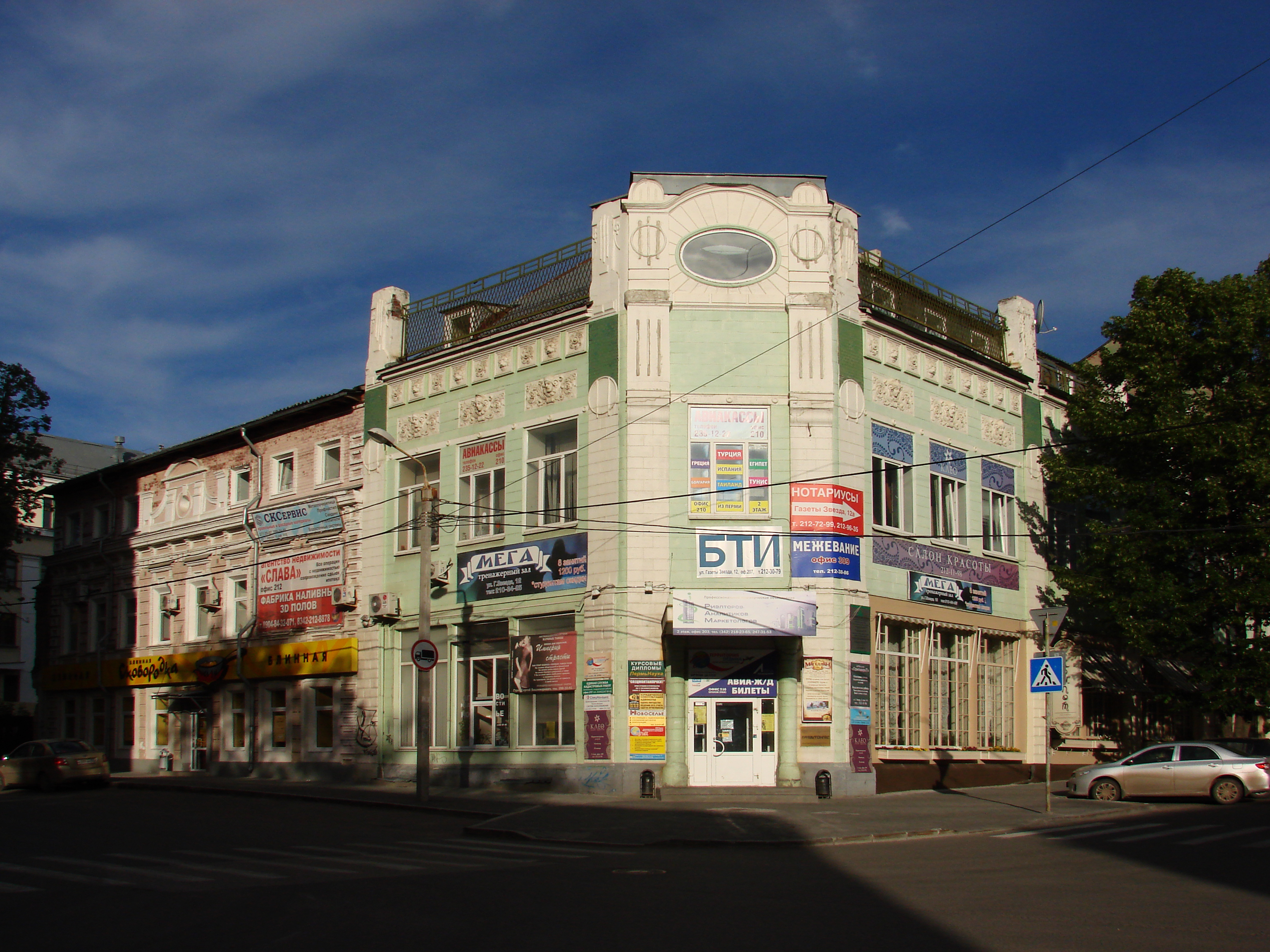
Дом В. К. Пермяковой

В старой части Советской улицы, вплоть до улицы Попова, остаётся ещё очень большое число исторических зданий. Среди них большинство — купеческие дома, но есть и более масштабные памятники архитектуры. Большая их часть выдержаны в стиле эклектики, с элементами барокко и ренессанса, в стиле модерн, встречаются элементы русского стиля. Дома в основном двухэтажные, небольшие. Часто строили полукаменные дома с кирпичным низом и деревянным вторым этажом. В XIX веке строилось также много и каменных зданий.
В 1930—1933 годах на углу Сибирской и Советской улиц сооружено здание гостиницы «Центральная» (архитектор Ф. Е. Морогов), где останавливались многие деятели культуры, например, В. В. Маяковский. Это здание выдержано в новом для того времени стиле — конструктивизм. В 1990-е годы высотные дома стали появляться и в центральной части улицы.
До наших дней не дожил дом летописца Перми Дмитриева (№ 9). На углу Советской улицы и улицы Газеты «Звезда» возвышается заметное здание бывшего рижского товарищества «Проводник» (построено пермским архитектором П. К. Гавриловым), известное также как дом В. К. Пермяковой (№ 37).
Улица проходит мимо Театрального сквера, где находится оперный театр (cм. Петропавловская).
Нынешний Детский дом творчества (бывший районный Дом пионеров) до революции занимал торговый дом купцов Гаврилова и Боброва (на углу Комсомольского проспекта). Хозяевам принадлежали и другие дома в этом квартале. В районе Комсомольского проспекта появились первые высотные жилые 9-этажные здания, построенные в 1970-х годах.
В районе сквера Уральских добровольцев (старые названия — площадь Окулова в советские годы и Чёрный рынок до 1920-х годов) между Советской, Петропавловской и Монастырской улицами стоят три очень похожих корпуса. В одном из них размещалась в советские годы типография № 2, в другом ещё недавно размещалась ныне закрытая табачная фабрика, и ещё один, в нём теперь — магазины. До революции здесь размещались склады и предприятия местных купцов. Далее находятся ещё два примечательных здания — медицинский техникум и здание филармонии. Во дворе, примыкающем к Советской улице, в 1880 году была выстроена пожарная каланча по причине частых в городе пожаров. По внешнему виду она напоминает ратушу и объявлена историко-архитектурным памятником.
Это перечень далеко не полный. Старое название улицы действительно оправдано. В справочниках по истории города в связи с Торговой улицей упоминаются фамилии многих купцов, которые как владели здесь жилыми домами, так и держали свои предприятия. Это П. Ф. Каменский, Александровы, Насоновы, Мартыновы, Оконишниковы (хлебные короли), Юманов (фабрика роялей), Эскины, Агафуровы, Беловы, П. А. Рябинин (купец 2 гильдии, городской голова), Судоплатовы (кондитерская фабрика).